# Devoir de mémoire
Pour les articles homonymes, voir mémoire.
Pour l’article ayant un titre homophone, voir Devoirs de mémoires.

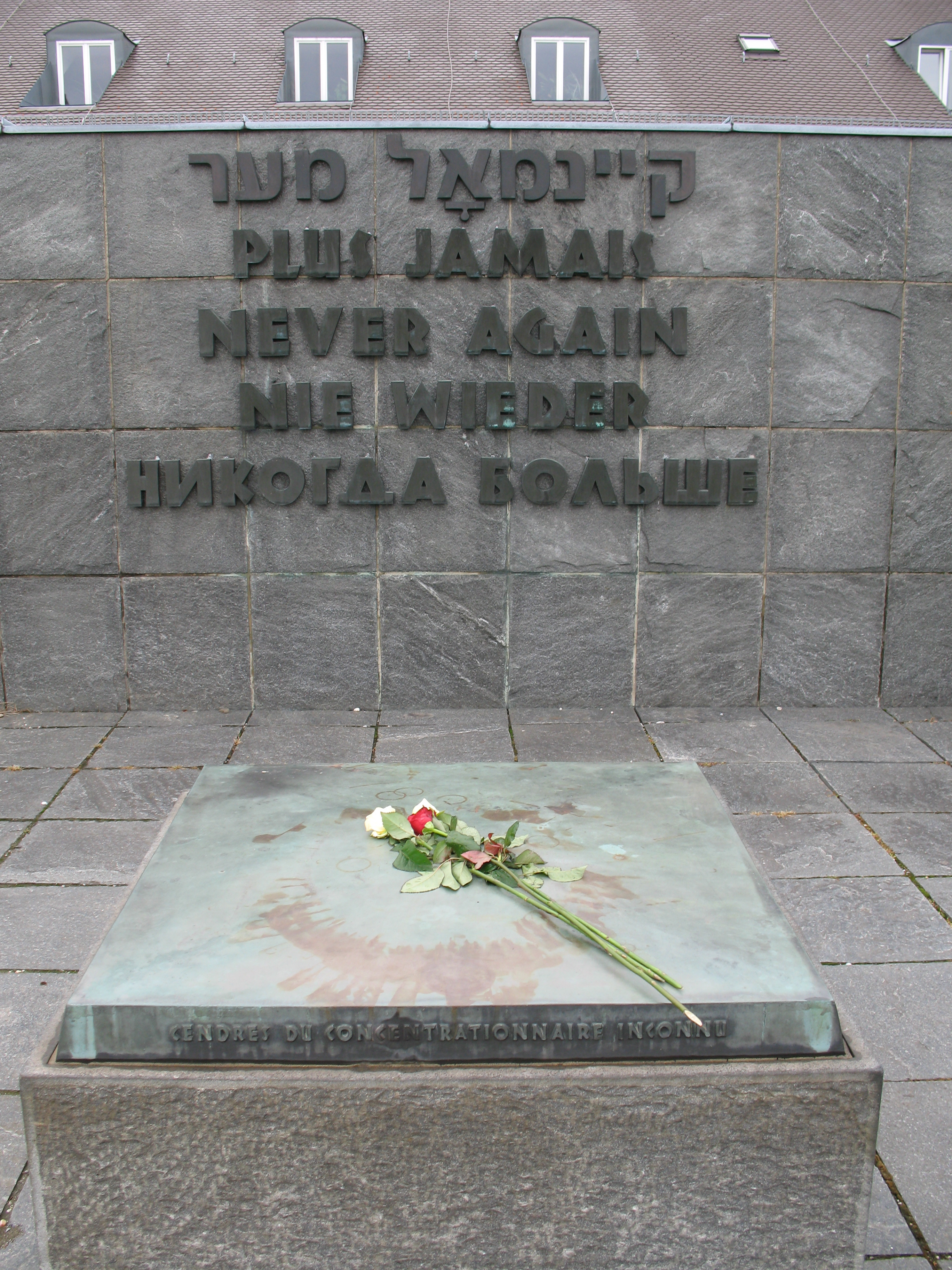
L'idée de devoir de mémoire pour éviter qu'un événement se répète : monument « Plus jamais » au camp de Dachau.

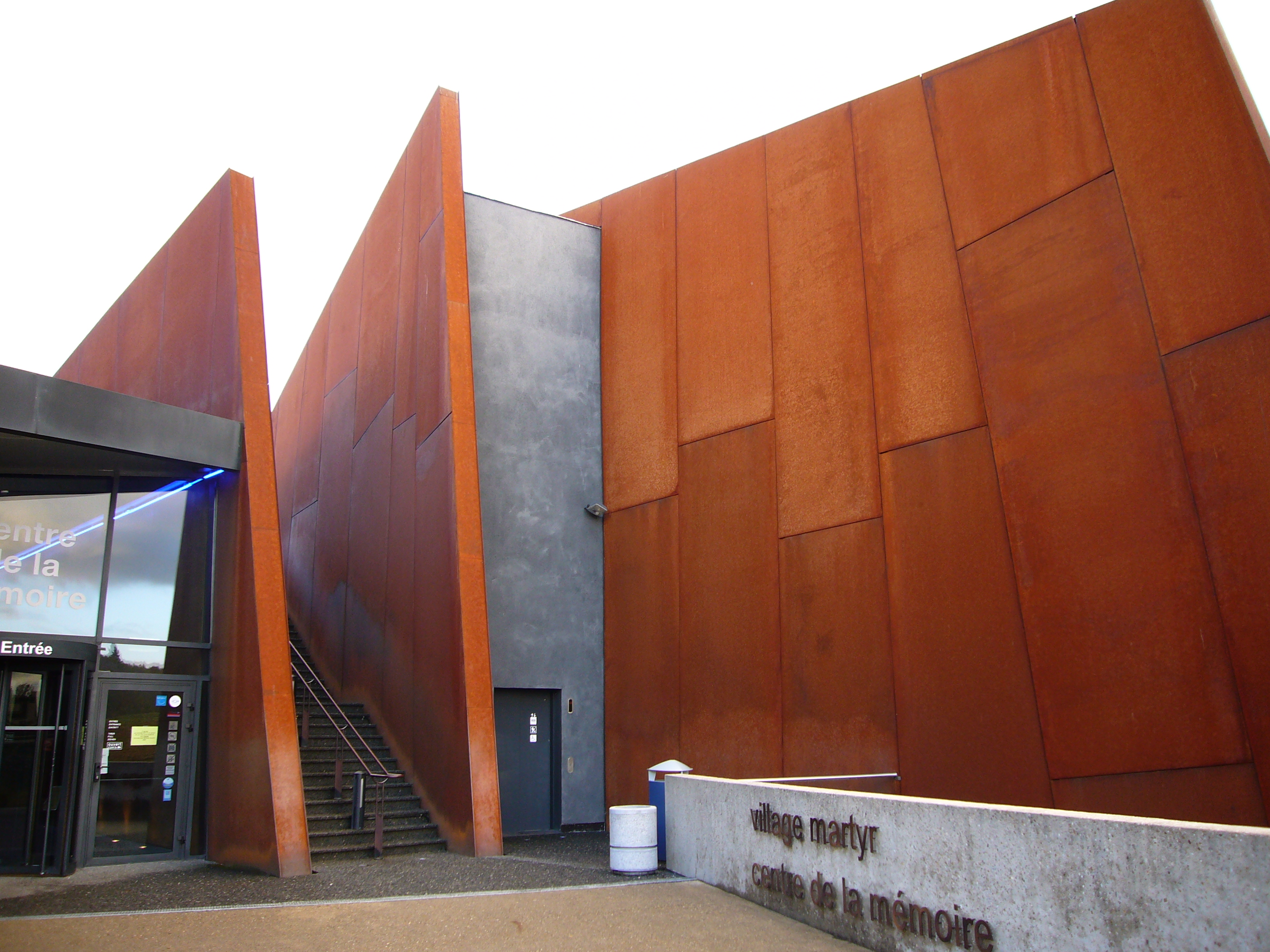
Le centre de la mémoire d'Oradour-sur-Glane.

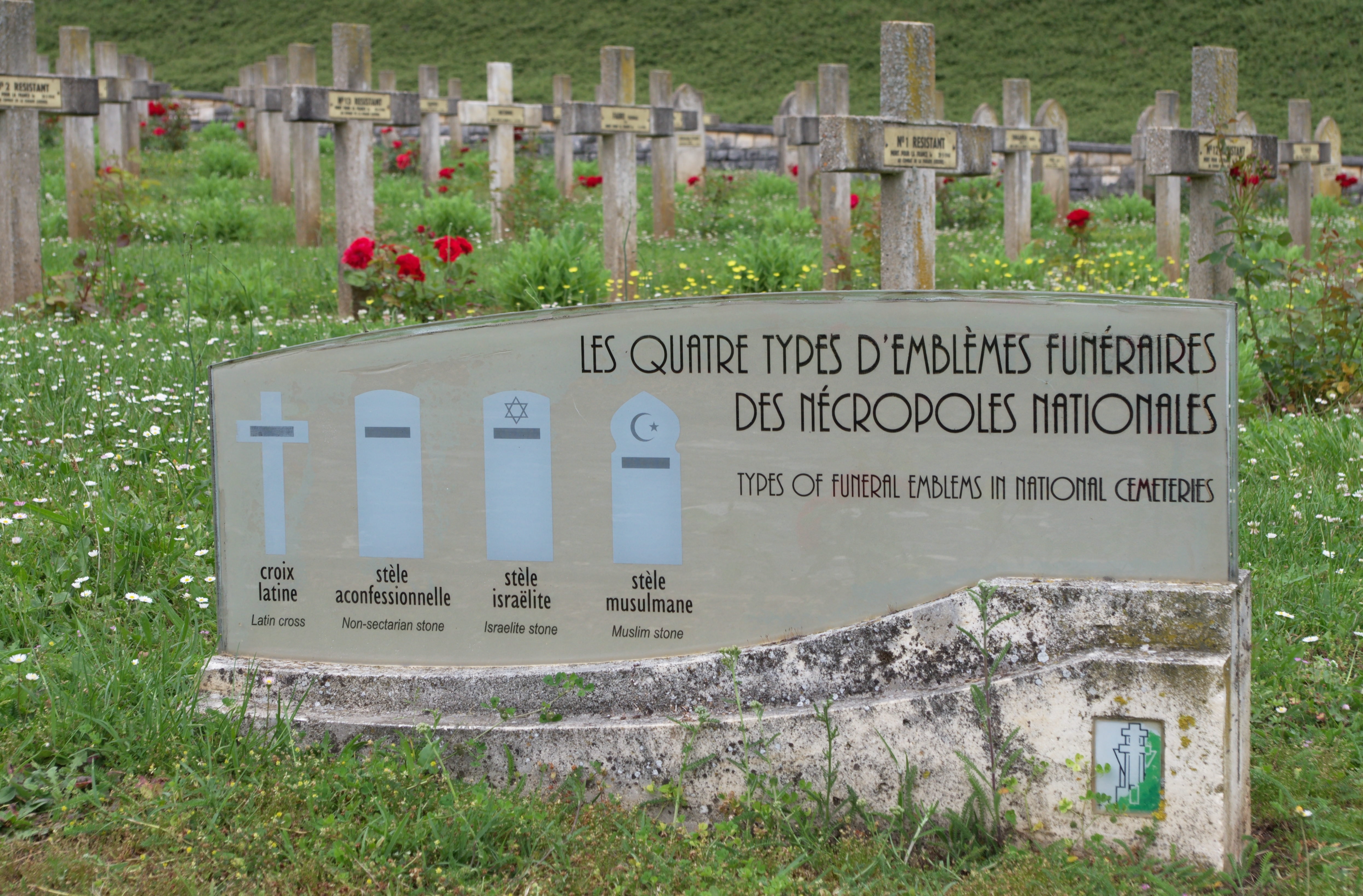
Emblèmes funéraires des nécropoles nationales, Mémorial de la Résistance, Chasseneuil-sur-Bonnieure.

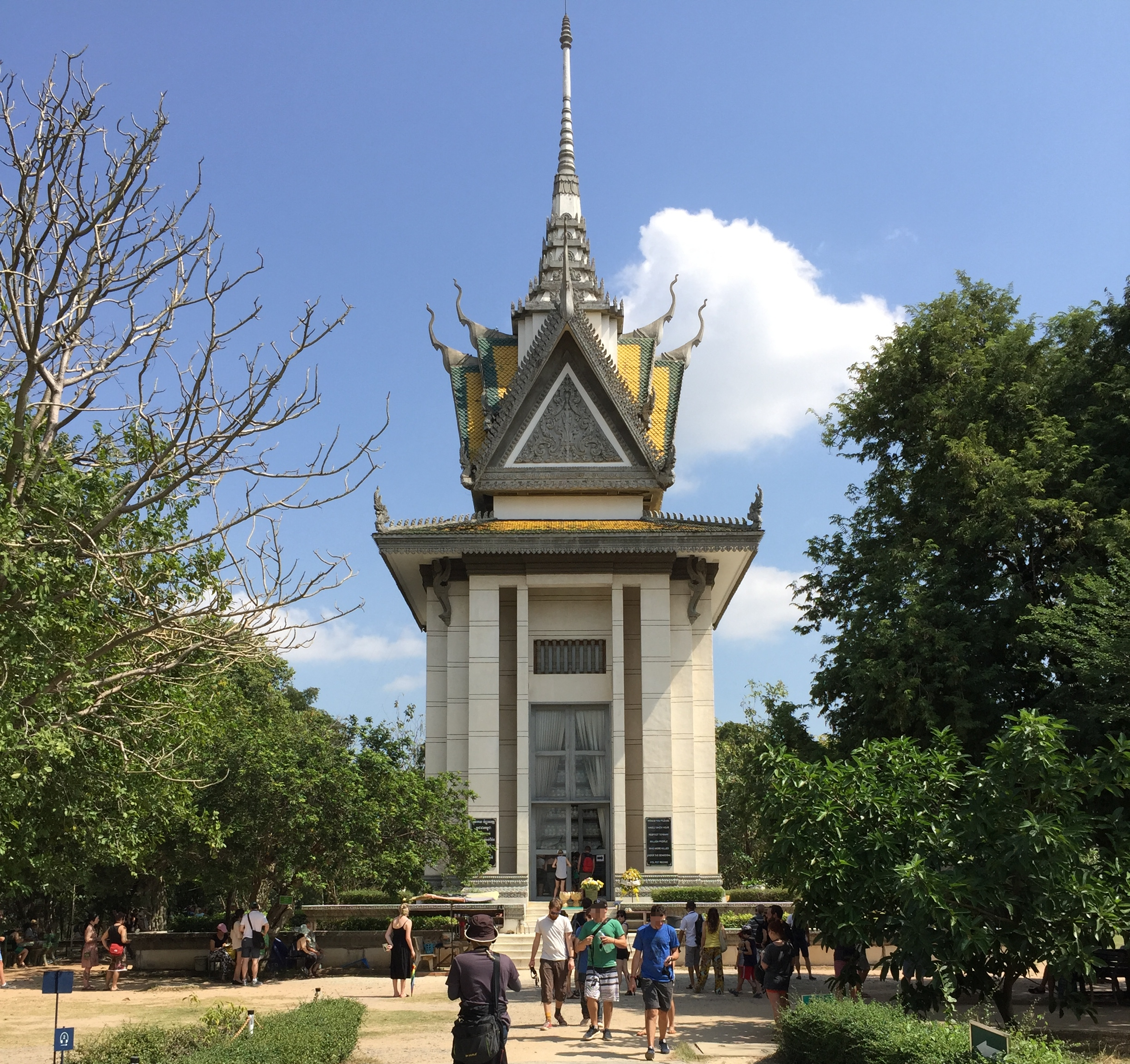
Choeung Ek (Cambodge), stupa commémorative du génocide Khmer rouge.

Le devoir de mémoire désigne et postule l'obligation morale de se souvenir d'un événement historique tragique et de ses victimes, afin qu'un événement de ce type ne se reproduise pas. Cette expression, apparue dans les années 1990 à propos de la Seconde Guerre mondiale et en particulier de la Shoah, s'est élargie à d'autres épisodes tragiques de l'histoire du monde.
Le devoir de mémoire, sans cette expression, a d'abord été promu aux lendemains de la Première Guerre mondiale par des associations de victimes, puis par des collectivités territoriales et par des États de la collectivité territoriale.

## Motivations
Le devoir des États de maintenir le souvenir des souffrances subies dans le passé par certaines catégories de la population apparaît comme impératif, surtout s'ils en portent la responsabilité (en tant qu'États, non en tant que nations ou que régimes politiques, car c'est après un changement de régime que le devoir de mémoire, et d'éventuelles réparations, deviennent possibles). Par rapport à la tradition du droit de la paix et de la guerre, le « devoir de mémoire » s'oppose à la clause d'amnistie des traités de paix qui, dans un souci d'apaisement (au sens du retour à la paix), imposait formellement l'oubli de tous les griefs passés relatifs au conflit, et interdisait de les évoquer. Le « devoir de mémoire » entend remédier à l'amnésie collective pour éviter que les dérives idéologiques ayant conduit à des persécutions ne se reproduisent.
Le devoir de mémoire se distingue de la commémoration officielle instituée par une collectivité ou un État à la mémoire de héros ou de victimes. Les commémorations sont organisées par différents pays ou communautés pour rappeler et célébrer le sacrifice de leurs martyrs et de leurs héros dont le sacrifice a été volontaire ou involontaire.
Le devoir de mémoire a été reconnu officiellement dans certains cas, à travers des déclarations officielles et des textes de loi (lois mémorielles) à partir de la fin du XXe siècle. En singularisant la mémoire des victimes de la barbarie nazie par rapport aux autres devoirs de mémoire, ces lois ont parfois créé une concurrence des mémoires qui, d'une part, fait débat entre les historiens et entre les associations représentant différentes populations victimes, et d'autre part suscite de nouvelles formes d'intolérance et d'antisémitisme.

## Histoire

### Prémices après la Première Guerre mondiale
En juillet 1919, Alexandre Millerand alors commissaire général de la République à Strasbourg, demande un rapport relatif aux zones de combat en tant que « souvenir de guerre », mais cette volonté de conserver la mémoire des évènements dramatiques de quatre années de guerre ne fait pas l’unanimité en France, d'aucuns estimant qu'il faut au contraire faire table rase des séquelles physiques de guerre et reconstruire le pays en effaçant ces stigmates paysagers. Après l'enlèvement des cadavres les plus superficiels qui sont transportés vers les cimetières militaires les plus proches et après une phase de désobusage et de sécurisation des sites, à Verdun, Vimy ou plus à l'Est - comme recommandé par le rapport de Frédéric Robida (octobre 1919) - quelques sites de combats des fronts d’Alsace et de Lorraine sont proposés (ainsi que des mesures de protection contre les dégradations naturelles), ainsi après le Hartmannswillerkopf (en février 1921) et la Tête des Faux (en juin 1921), le Linge fut classé au titre des monuments historiques (octobre 1921). Des mémoriaux sont créés. Ces sites font l'objet d'un important « tourisme de guerre » dans le années 1920‑1930 avant qu'une nouvelle guerre mondiale éclate.

### Apparition après la Seconde Guerre mondiale

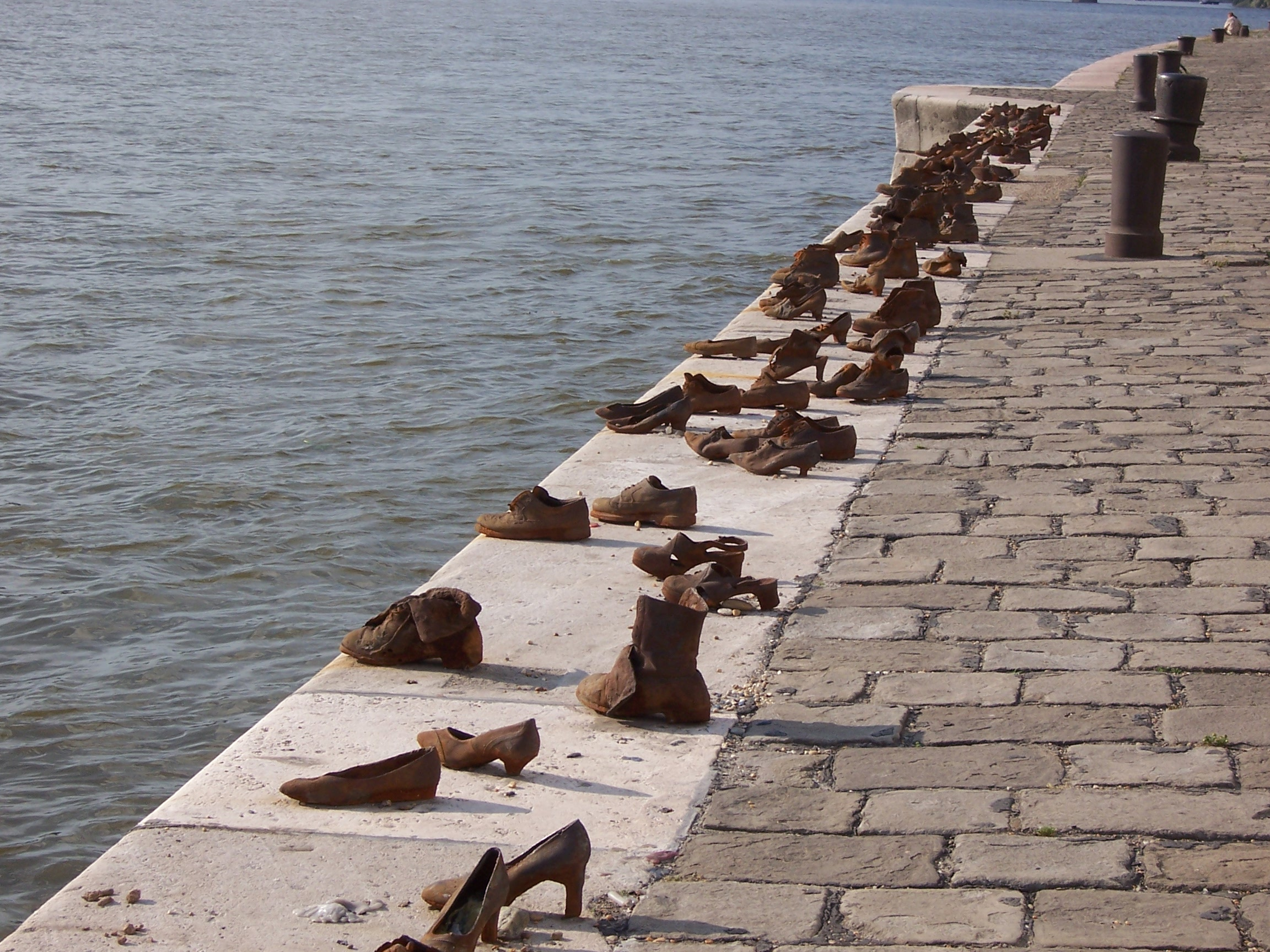
Mémorial aux Juifs morts durant la Seconde Guerre mondiale à Budapest.

De même, dès la fin de la Seconde Guerre mondiale, certains résistants et déportés survivants cherchent aussi à perpétuer le souvenir de leurs expériences et de leurs camarades tués. Ainsi, en France, les statuts de l'Amicale de Mauthausen lui donnent entre autres cet objectif :

« d’honorer la mémoire des Français assassinés de maintenir présents, à l’esprit de tous les Français et Françaises, les actes de barbarie dont se sont rendus coupables les assassins nazis et leurs collaborateurs, d’empêcher par cette propagande et ce rayonnement le retour des conditions politiques et sociales qui ont permis l’instauration des régimes partisans de ces méthodes d’autorité. »

Selon Olivier Lalieu, la première partie (« honorer la mémoire ») relève en fait du souvenir, tandis que la seconde (« maintenir présent à l'esprit de tous… ») relève, elle, du devoir de mémoire.
En 1952, Annette Christian-Lazard, veuve d'une victime d'Auschwitz, et Paul Arrighi, ancien déporté à Mauthausen, créèrent le Réseau du Souvenir, en raison de leur déception quant à l'activité des principales fédérations de déportés dans le domaine de la commémoration. En 1954, à l'initiative du Réseau du Souvenir, fut instituée en France la Journée nationale du Souvenir de la Déportation (le 24 avril). Par la suite, les efforts pour l'établissement de ce que l'on appellera plus tard un devoir de mémoire sont entretenus par divers acteurs. D'une part et dans un premier temps, des groupes et associations liées à la Résistance française ou aux déportés (comme le Réseau du Souvenir, le Parti communiste français, la Fédération nationale des déportés et internés résistants et patriotes…) se mobilisèrent, surtout dans les années 1960, contre ce qui était perçu comme une ignorance voire un mépris, de la part de la jeunesse, envers l'histoire de la Seconde Guerre mondiale. Ce phénomène avait notamment été médiatisé en 1963 par le film Hitler, connais pas; les mesures prises contre lui le furent surtout dans le cadre de l'enseignement de l'histoire.

### Tournant des années 1980
Cependant, jusqu'aux années 1980, ces premières entreprises n'accordèrent pas de place particulière à la déportation et au génocide des Juifs : en effet parmi les 37 000 rescapés des camps nazis en France, seuls 2 500 étaient Juifs. Les déportés juifs n'étaient représentés en tant que membres de leur communauté que par l’Association des anciens déportés juifs de France, qui organisait par exemple des commémorations annuelles de la rafle du Vélodrome d'Hiver. De plus, la plupart des associations préférèrent longtemps mettre en avant le statut de combattant, plutôt que celui de victime. Cependant, une évolution se fit progressivement, notamment autour de la publication, en 1978, du Mémorial de la déportation des Juifs de France par Serge Klarsfeld et Beate Klarsfeld, qui marque l'opinion publique. Les époux Klarsfeld réclament également la condamnation de plusieurs responsables de la Shoah.

## L'objet du devoir de mémoire

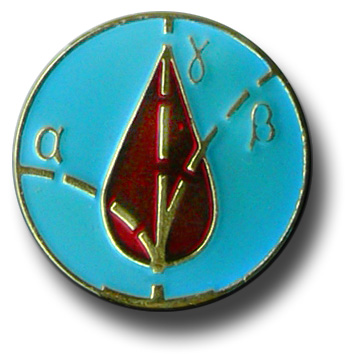
Élément d'une médaille officielle à la mémoire des victimes de la catastrophe de Tchernobyl.

### Reconnaître l'état de victime
Le devoir de mémoire consiste d'abord à reconnaître la réalité de l'état de victime et de persécutions subies par des populations et leur environnement ; pour des raisons éthiques, pour répondre aux besoins de l'Histoire, et parce que la psychologie a montré combien cette reconnaissance était essentielle à la résilience pour la reconstruction des individus et des sociétés après les crises, et pour que ces crises n'en engendrent pas d'autres ; on peut notamment rapprocher la question du devoir de mémoire de la catharsis.
Une des limites du devoir de mémoire vient de ce que les victimes d'actes graves ont souvent dans un premier temps, voire toute leur vie, des difficultés à parler de ce qu'elles ont vécu, sans pour autant que le traumatisme, non-dit ou profondément refoulé, puisse être réellement oublié. Conscientes et inconscientes, individuelles et collectives, les conséquences socio-psychologiques sont durables.

### Reconnaître les responsabilités
De plus, selon Denis Collin, le devoir de mémoire est un nouvel impératif catégorique pour les sociétés modernes qui suppose que les groupes et les États analysent et donc reconnaissent les responsabilités de leurs régimes politiques passés, voire celles de leur nation, dans ces persécutions ou crises majeures. Cela a été plus ou moins bien effectué pour la Shoah (selon les pays) mais la non-reconnaissance du statut de pollution de la zone rouge ou du statut de génocide des massacres des Arméniens en Turquie, montrent les difficultés de la tâche.
En effet, une autre limite du devoir de mémoire est qu'imposé à des générations nouvelles, qui n'ont pas été partie prenante dans les régimes politiques ou les phénomènes politico-sociaux ayant conduit à des crimes de masse, il peut provoquer chez celles-ci le rejet de ce devoir, si elles se sentent culpabilisées par le seul fait d'appartenir à une nation jugée responsable de ces crimes. On en voit l'exemple dans le révisionnisme au Japon.
Les associations et représentants des populations concernées estiment qu'une reconnaissance officielle des crimes passés de l'État, voire une demande de pardon, permet aux populations victimes ou à leurs descendants de mieux trouver leur place au sein de la nation. De plus, le souvenir des événements passés devrait permettre d'éviter de les répéter à l'avenir.
Enfin, le devoir de mémoire est aussi une manifestation du « devoir d'humanité ».

### Débat
Les historiens reconnaissent la nécessité de la mémoire, mais certains mettent en garde contre l'abus d'une « injonction à se souvenir », contre les abus de la mémoire et contre ses possibles dérives, s'il devient un dogme. Le devoir collectif et officiel de mémoire ne doit pas, selon eux, se substituer au travail personnel de mémoire, ni devenir un « raccourci moralisant » qui éluderait « l'extrême complexité des questions » qu'il soulève.
Par exemple, l'antisémitisme peut avoir des racines religieuses dans l'histoire, sous la forme de l'antijudaïsme notamment chrétien, qu'il est nécessaire d'approfondir. De plus « l'histoire n'est pas la mémoire » : il ne faut pas confondre la mémoire des victimes, qui résulte d'une vision subjective et prend une valeur propre à chacun, avec le travail critique de l'historien qui vise à dégager une vérité commune.
Enfin, « le devoir de mémoire qui fait de la mémoire une valeur, transformé en "religion laïque", devient une entreprise systématique de revendication identitaire de minorités (sexuelles, religieuses ou ethniques) et de suspicion vis-à-vis de la recherche historique » qui prend ses distances avec les dérives mémorielles.

## Champ d'application du devoir de mémoire par périodes et par pays
Le devoir de mémoire peut prendre la forme de déclarations officielles aussi bien que de textes de loi ou de traités internationaux. Il peut aussi s'appliquer dans le cadre des programmes d'enseignement ou de recherche (notamment en histoire). Enfin il s'exprime aussi sur le plan artistique (construction de mémoriaux, ouvrages littéraires, films).

### Périodes concernant plusieurs pays

#### Traite négrière, esclavage et colonisation
- Si vous ne connaissez pas le sujet, laissez ce bandeau (vous pouvez alors contacter les auteurs).
- Si vous supprimez le contenu mis en cause (vous pouvez préalablement contacter les auteurs),

argumentez précisément cette suppression dans la page de discussion
(un manque de référence n'est pas un argument ; une recherche réelle de référence doit avoir été effectuée, être formellement documentée).
Grâce à leur puissance navale et de feu, l'Espagne, le Portugal, l'Empire britannique, la France, les Pays-Bas, la Belgique, l'Allemagne et le Japon ont été de grandes puissances coloniales présentes en Afrique, en Asie, en Océanie et aux Amériques, où la colonisation s'est accompagnée de génocides, d'ethnocides et de la mise en place d'un système économique de pillage des ressources locales qui, dans de nombreux cas, perdure jusqu'à nos jours. La traite négrière et l'esclavage ont été pratiqués avec la complicité de certains monarques africains, par le monde arabe (« Traite orientale ») et par les puissances coloniales, le Brésil et les États-Unis (« Traite occidentale »).
Parallèlement, on note une absence de devoir de mémoire sur les crimes de l’expansion coloniale de l’Empire Russe contre les peuples violemment colonisés tels que les Tchoukches, les Daurs, les Komis, les Kalmoukes, les Nenetses et bien d’autres, dont certains ont été entièrement déportés, à l’instar des Circassiens en 1864.

#### Shoah
La Shoah est le nom donné en France au génocide des Juifs d'Europe par les nazis c'est-à-dire l'extermination systématique, et en partie industrialisée, par l'Allemagne nazie, des trois quarts des Juifs de l'Europe occupée durant la Seconde Guerre mondiale. Le terme de « Shoah » est aujourd'hui préféré par les historiens à celui d'« Holocauste », parce que « Shoah » signifie en hébreu (שואה) « anéantissement » ou « catastrophe », tandis qu'« Holocauste » signifie « sacrifice », or nulle victime de ce génocide ne s'est volontairement sacrifiée pour les objectifs du nazisme.
La défaite militaire du Troisième Reich, la condamnation solennelle de l'idéologie nazie au Procès de Nuremberg, l'accessibilité, pour les historiens, des témoins rescapés et des archives nazies (à l'exception de ceux vivant et de celles conservées en URSS) et le travail de contrition cathartique initié en Allemagne dès la visite obligatoire des camps nazis par les populations allemandes voisines, organisée par les Alliés, ont permis l'émergence progressive d'un devoir de mémoire basé sur la constitution, au fil des ans, d'une littérature de la Shoah plus fournie que celle d'aucun autre génocide, avec des ouvrages de référence comme La Destruction des Juifs d'Europe de l'historien Raul Hilberg (éd. Gallimard, collection Folio, 2006), qui, après avoir dépouillé les archives du IIIe Reich, arrive au chiffre de 5,1 millions de morts minimum. Reconnue comme crime contre l'humanité par la cour de Nuremberg en 1945, en même temps que l'on créait l'ONU, la Shoah est le seul génocide pour lequel le devoir de mémoire est officiellement protégé des négationnismes (qui sont pénalement punis dans de nombreux pays) : le 23 janvier 2007 l'Assemblée générale de l'Organisation des Nations unies a adopté à cet effet la résolution 61/L.53.
Le devoir de mémoire dans les pays de l'ancien Pacte de Varsovie concerne les victimes de l'occupation nazie et des régimes satellites locaux, sur lesquelles il y a consensus (outre la Shoah et le Porajmos, on compte officiellement, entre autres, 4 200 000 Polonais, 1 280 000 Serbes, 7 500 000 Biélorusses, Russes et Ukrainiens).
Depuis la chute du Mur de Berlin en 1989, des musées sont créés dans les pays d'Europe de l'Est de l'Europe ayant souffert du nazisme.

#### Porajmos (génocide des Roms)
Le Porajmos (« dévoration » en romanès) fut ainsi appelée par Ian Hancock, au début des années 1990 pour désigner les persécutions envers les tsiganes pendant la Seconde Guerre mondiale. Un autre terme, « Samudaripen » est utilisé par Marcel Courthiade, linguiste qui a créé la forme standard de Romani utilisée en Roumanie et par des activistes roms des Balkans pour qui « Porrajmos » est un synonyme de « Porravipe » (« viol »), tandis qu'en Russie, on préfère celui de « Kali Traš ». Quoi qu'il en soit, et bien que la majorité des auteurs considèrent ces persécutions comme constitutives d'un génocide, le devoir de mémoire envers les victimes est encore embryonnaire, même parmi les Roms, en raison de la pénurie documentaire et de témoignages, de l'imprécision des sources et des chiffres, et d'une mémoire très fragmentaire, cantonnée aux spécialistes et à quelques ONG.

#### Crimes du communisme en Europe de l'Est

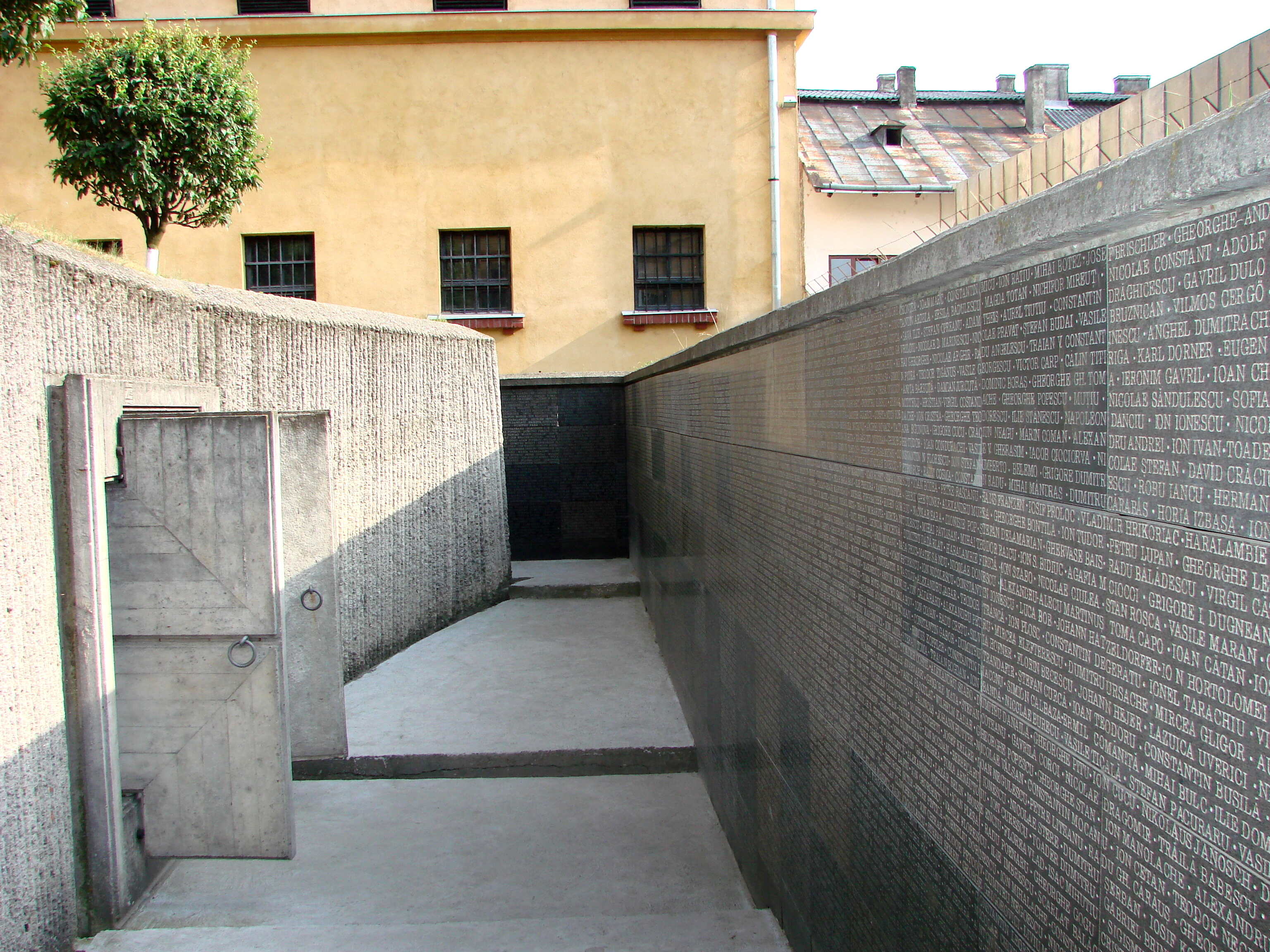
Le mémorial aux deux millions de victimes recensées du communisme en Roumanie, à Sighetu Marmației.

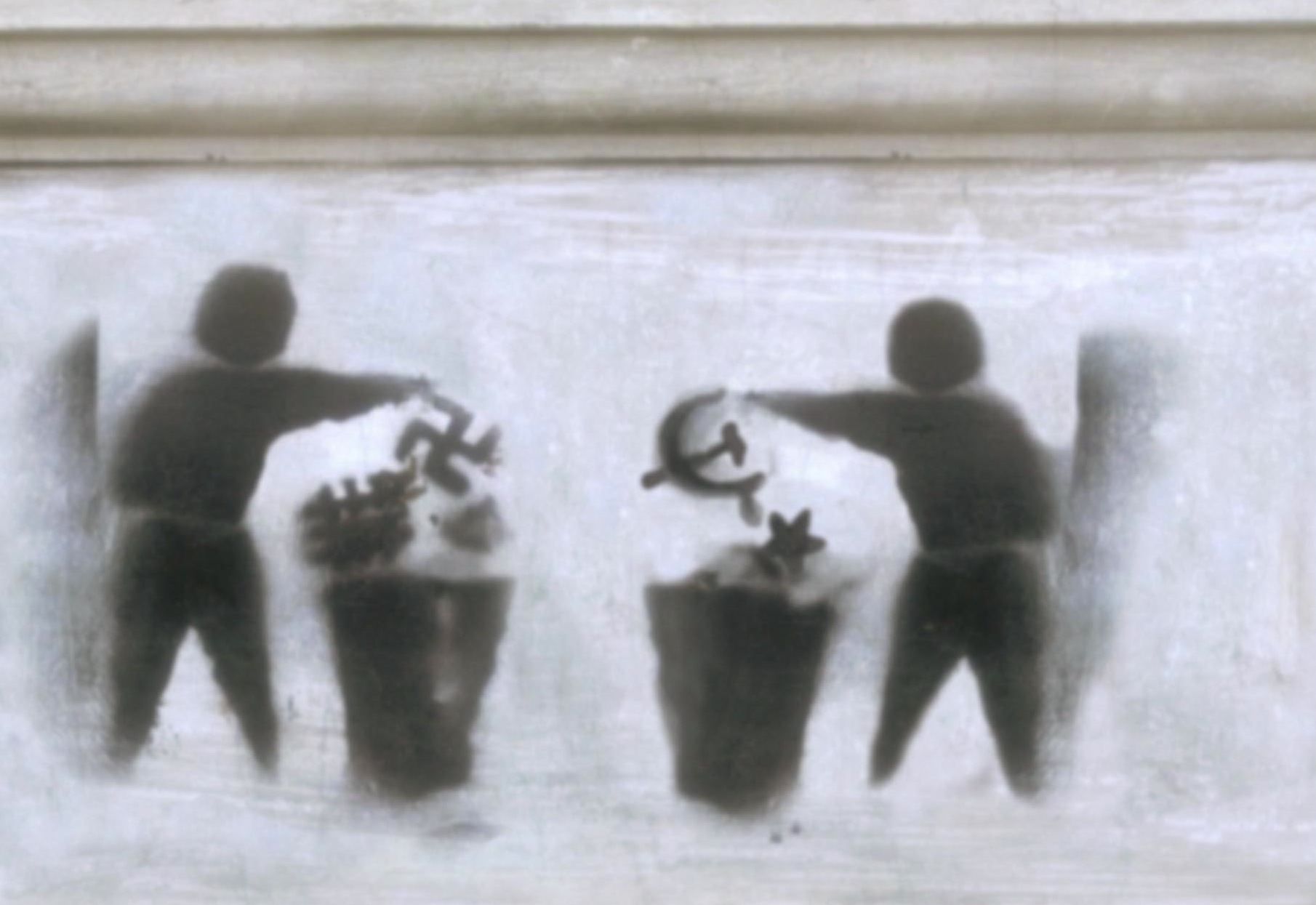
Tag anti-totalitaire sur un mur à Bucarest (2013).

Depuis la chute du « rideau de fer » en 1989, des musées sont créés dans les pays de l'ancien Pacte de Varsovie, en Europe de l'Est, ayant souffert des totalitarismes successivement nazi puis communiste qui y ont fait de très nombreuses victimes.
Mais si ce devoir de mémoire est clair concernant les victimes du nazisme et des régimes inféodés à lui, sur lesquelles les historiens sont parvenus à un consensus, il n'en est pas de même pour les victimes du régime communiste pour lesquelles il n'y a pas de consensus, ni sur leur nombre, ni sur leur statut. La situation est très différente selon les pays : l'ex-RDA, la Pologne, les pays baltes, la République tchèque, la Hongrie et la Roumanie ont mis en place des commissions historiques qui ont rendu leurs conclusions après plusieurs années de travail. Même si aucune condamnation n'a frappé les personnes accusées de crimes (à l'exception notable du président roumain Nicolae Ceaușescu, après une parodie de procès), les livres d'histoire notamment scolaires ont été mis à jour, et des mémoriaux ont vu le jour.
En Slovaquie, en Bulgarie et dans les pays ex-soviétiques autres que baltes, la question reste en débat : les victimes des États s'affichant communistes ne sont pas l'objet d'un devoir de mémoire et n'ont droit à aucune réparation, bien que des historiens tels Nikolaï Bougaï, Natacha Galitzki, Oleg Orlov, Anatoly Prokopienko ou Vladimir Vinogradov aient eu accès aux archives de la Tchéka-GPU-NKVD-KGB et aient publié leurs résultats. Dans ces pays, mais aussi dans le monde universitaire occidental, l'intentionnalité des crimes de masse est, faute d'un « Nuremberg du communisme », systématiquement mise en doute selon un procédé classique du négationnisme, largement utilisé à l'encontre de témoins comme David Rousset, Victor Serge, Boris Souvarine, Margarete Buber-Neumann, Viktor Kravtchenko, Boris Pasternak, Alexandre Soljenitsyne ou Varlam Chalamov.
Un autre procédé est la relativisation des crimes : lorsque leur intentionnalité ne peut être niée, ni mise en doute, elle est présentée comme une « nécessité historique », les crimes sont présentés comme « largement surestimés » et dus à des « circonstances particulières », où l'« agression impérialiste » des forces réactionnaires joue le rôle majeur, et selon la formule « on ne fait pas d'omelette sans casser des œufs » à laquelle l'humour noir populaire a répondu par le dicton « on subit la casse, mais on attend toujours l'omelette »,,. Dans l'ex-URSS, les famines soviétiques, certains aspects de la terreur rouge et surtout les grandes purges (qui touchèrent la nomenklatura) ont été reconnus comme « erreurs de parcours » et des victimes ont été individuellement et progressivement réhabilitées (certaines dès la déstalinisation), pour la plupart à titre posthume.
Parmi les crimes de masse des États s'affichant comme communistes deux seulement ont l'objet d'une reconnaissance juridique officielle comme « génocides », donnant lieu à un devoir de mémoire (concrètement peu appliqué et enseigné, et sans réparations) :
- la grande famine soviétique d'Ukraine[31] ;
- les crimes du régime communiste de Roumanie, où un « Mémorial de la Résistance et des victimes du communisme » a été fondé en 1993 par d'anciens dissidents à Sighet[32], et où une Commission historique d'investigation et d'analyse des crimes du régime communiste a été mise en place à Bucarest en 2005 et a rendu ses conclusions en 2007 : elle impute au régime 2 215 000 victimes en 45 ans soit environ 10 % de la population, en tenant compte non seulement des morts directement dues à la répression, mais aussi de celles dues à la pénurie institutionnalisée, aux disettes provoquées par les réquisitions, au manque d'énergie et donc de chauffage, au manque de sécurité dans le travail, à l'emploi massif des prisonniers pour les travaux dangereux et de grande envergure, et au manque de soins aux plus faibles dû à l'indigence des fournitures médicales et pharmaceutiques[33].

Ces deux reconnaissances ukrainienne et roumaine sont l'objet d'âpres critiques car elles dérogent à la règle suivie par la majorité des gouvernements du monde, qui postule que seuls peuvent être juridiquement reconnus comme « génocides » les crimes de masse commis pour des motifs ethniques, culturels, religieux, « raciaux » ou nationaux, mais pas sociaux. Toutefois, en 2017, outre l'Ukraine, 24 États ont également reconnu la « grande famine » de ce pays comme génocide, et le parlement européen l'a même reconnu comme crime contre l'humanité.

### Périodes concernant un seul pays

#### Afrique du Sud

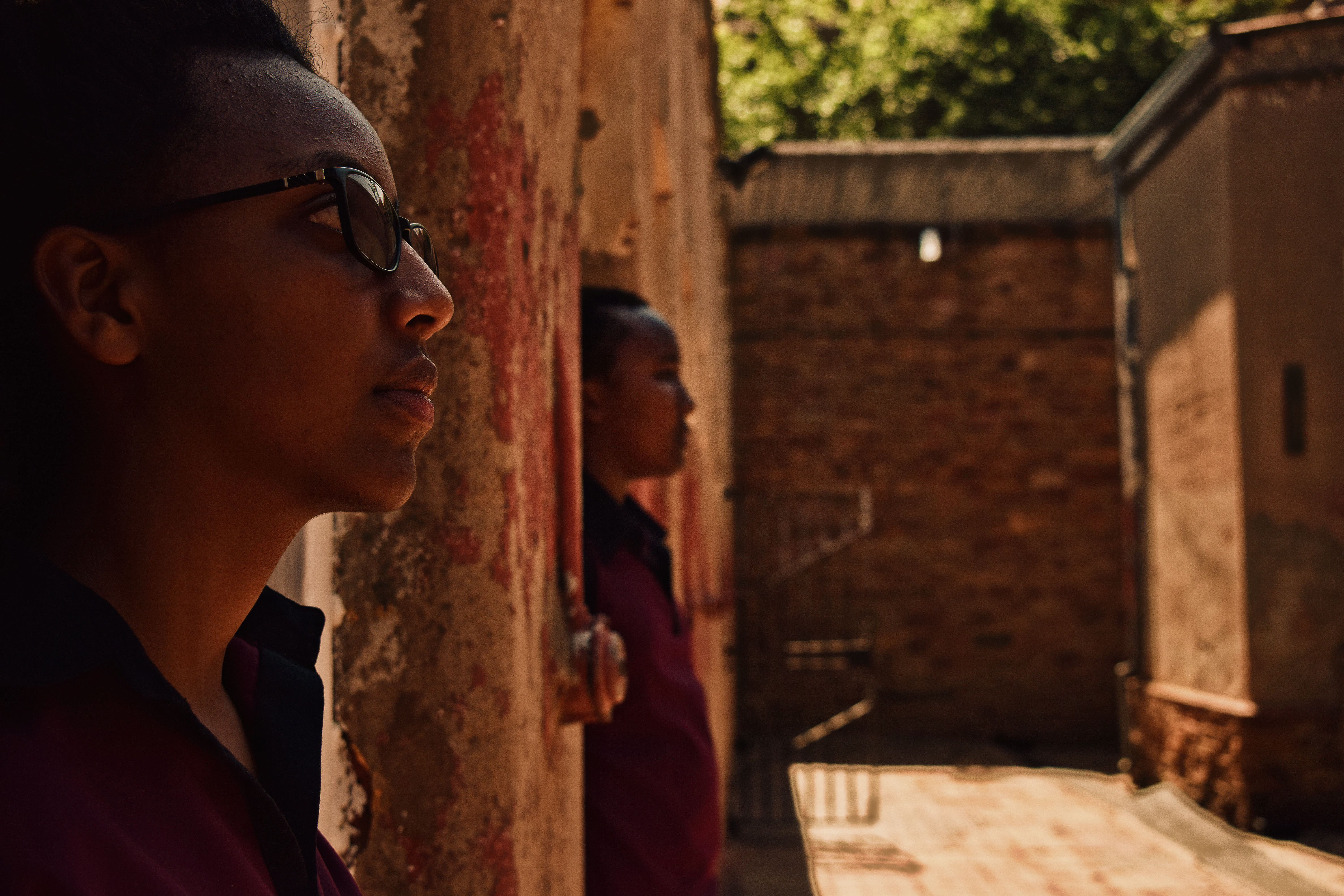
Étudiants méditant devant les cellules d'isolement de l'ancien fort de Johannesburg.

En Afrique du Sud, le devoir de mémoire concerne les victimes de l'apartheid (1948-1994) et est entretenu par la Commission de la vérité et de la réconciliation (Afrique du Sud), présidée par Desmond Mpilo Tutu, archevêque du Cap et prix Nobel de la paix, mais se heurte à de nombreuses résistances dans toutes les communautés.

#### Empire ottoman (Arménie occidentale)
Comme la Shoah en Israël, le génocide des Arméniens est une partie intégrante de l'identité nationale arménienne. Mais la république turque refuse toujours de le reconnaître, bien qu'elle ait été proclamée en 1923, après les faits, et bien que l'Empire ottoman, qui est à l'origine du génocide, les ait reconnus en condamnant à mort les principaux organisateurs dont Talaat Pacha. C'est un exemple a contrario d'un devoir de mémoire assumé par le régime qui avait commis le crime, mais pas par le régime successeur, peut-être par crainte d'avoir à payer des réparations.

#### Allemagne
En Allemagne, le devoir de mémoire s'est d'abord développé par rapport aux victimes des crimes nazis, particulièrement envers les Juifs en RFA, et envers les opposants politiques au nazisme ainsi qu'envers les peuples envahis, notamment slaves, en RDA. Après l'absorption de cette dernière par la RFA en 1989 et la chute du rideau de fer et du mur de Berlin, le devoir de mémoire s'est étendu aux victimes du régime est-allemand et particulièrement de la Stasi et des Vopos. Un autre pan du devoir de mémoire, plus récent, bien que les crimes soient plus anciens, concerne le massacre des Héréros et des Namas dans le Sud-Ouest africain allemand (actuelle Namibie) par l'armée coloniale allemande du général Lothar von Trotha,,.

#### Autriche
En Autriche, le Service autrichien en mémoire de l'holocauste, créé en 1991-1992, est une alternative au service militaire.
La Recherche des Racines (ou Spurensuche en allemand) est un projet d'échange qui a été initié par la république d'Autriche en 1994. 15 jeunes Israéliens ayant des ancêtres autrichiens sont donc invités à rester en Autriche pendant 10 jours pour mener un projet avec 15 jeunes Autrichiens. Ils essaient donc d'apprendre ce qui est arrivé à leurs ancêtres, visitant les endroits où ils habitaient et cherchant à retrouver leurs traces.
Bien que l'accent du projet soit mis sur la recherche des racines familiales l'aspect de créer des amitiés austro-israéliennes est important aussi, car les jeunes visitent des villes autrichiennes typiques et ont aussi assez de temps libre à leur propre emploi.
Le but de ce projet est d'établir des meilleures relations entre les deux pays et de découvrir l’Autriche par la vue des autres.

#### Cambodge
Au Cambodge, le devoir de mémoire concerne d'une part les milliers de victimes du régime de Lon Nol durant la Guerre civile cambodgienne (1967-1975) et d'autre part les deux millions de victimes des crimes commis entre 1975 et 1979 par le régime des Khmers rouges, crimes de masses sur lesquels il y a consensus, même s'ils ne sont pas juridiquement qualifiés de génocides.

#### Chine
En Chine, le devoir de mémoire concerne d'une part les victimes des crimes commis entre 1938 et 1945 par le Japon, sur lesquels il y a consensus, et d'autre part les victimes des crimes commis par le régime de Mao, notamment durant la collectivisation (1950-1955), à l'issue du piège politique des « Cent-Fleurs » (1957), durant la répression au Tibet, durant le « Grand Bond en avant » (1958-1960) qui engendra entre 15 et 30 millions de morts, et durant la révolution culturelle (1966-1969) exécutée par les gardes rouges, crimes pour lesquels seule l'opposition démocratique chinoise, non reconnue politiquement, manifeste son intérêt.

#### États-Unis
Le devoir de mémoire officiel envers les victimes américaines des différents conflits impliquant les États-Unis est, depuis la guerre de Sécession, très développé. Il est principalement lié aux conflits les plus récents : Seconde Guerre mondiale, guerre de Corée, guerre du Viêt Nam, guerre contre le terrorisme avec notamment un hommage spécial rendu aux civils tués lors des attentats du 11 septembre 2001. Le devoir de mémoire envers les victimes de la politique des États-Unis, intérieures (esclavage des noirs, persécutions raciales, génocide amérindien) ou extérieures (victimes des guerres d'Indochine ou du Moyen-Orient) est plutôt le fait du monde intellectuel et l'opposition démocratique, ainsi que d'une partie du corps enseignant.

#### France
Bien qu'il existe une longue tradition nationale de cérémonies du souvenir des martyrs (qu'il s'agisse de saints ou de héros), le devoir de mémoire en tant que tel est très récent en France.

##### Reconnaissance de la traite et de l'esclavage en tant que crime contre l'humanité
La loi Taubira du 21 mai 2001, la France a reconnu comme crimes contre l'humanité la traite négrière et l'esclavage. Elle impose aux programmes scolaires et aux programmes de recherche d'accorder à ces sujets « la place conséquente qu'ils méritent », point contesté par des chercheurs qui estiment que la loi ne peut définir le cadre des recherches historiques. Malgré les difficultés, le devoir de mémoire envers les victimes du colonialisme fait l'objet d'une promotion constante en France, venant des territoires de la France d'outre-mer, des pays africains et de l'Algérie, par exemple par les déclarations du président Bouteflika sur le « génocide algérien perpétré par la France », ainsi que des associations militantes comme les Indigènes de la République.

##### Débat sur le rôle de la présence française outre-mer
Des groupes de personnes présentent la colonisation française comme un processus positif de développement et récusent les accusations de génocide et de pillage. Un « devoir de mémoire alternatif » en faveur des colons a été promu à travers la loi no 2005-158 du 23 février 2005 prescrivant l'enseignement à l'école et à l'université du « rôle positif de la présence française outre-mer, notamment en Afrique du Nord ». À l'encontre de ce point de vue, le devoir de mémoire envers les victimes du colonialisme fait l'objet d'une promotion constante en France, venant des DOM-TOM, des pays africains et de l'Algérie, par exemple par les déclarations du président Bouteflika sur le génocide algérien perpétré par la France, ainsi que des associations militantes comme les « Indigènes de la République ».

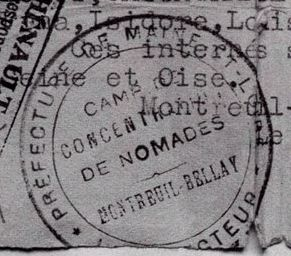
Tampon du « camp de concentration de nomades » de Montreuil-Bellay, 23 janvier 1943

##### Débat sur la reconnaissance par la France du Porajmos
En France, le député Frédéric Dutoit a présenté pour la première fois en 2007 une proposition de loi visant à la reconnaissance du génocide tzigane par l'Allemagne nazie et à l'instauration d'un jour commémorant les victimes de ce génocide. En mars 2008, le sénateur Robert Bret a déposé la même proposition au Sénat. Ensuite le député Jean-Jacques Candelier et plusieurs de ses collègues ont déposé le 10 octobre 2012 une proposition de loi.
Au cours d’une cérémonie d’hommage effectué le 29 octobre 2016 sur le site d’un ancien camp d'internement à Montreuil-Bellay, le président de la République François Hollande reconnaît la responsabilité de la France dans l’internement de milliers de Tziganes par le régime de Vichy durant la Seconde Guerre mondiale. Au cours de son discours effectué à cette occasion et retransmis par les médias, le président français déclare : « La République reconnaît la souffrance des nomades qui ont été internés et admet que sa responsabilité est grande dans ce drame ».

##### Reconnaissance par la France du génocide arménien
Dans la suite des premières lois mémorielles, la loi française du 29 janvier 2001 a officiellement reconnu, en France, le génocide arménien par les forces ottomanes en 1915.

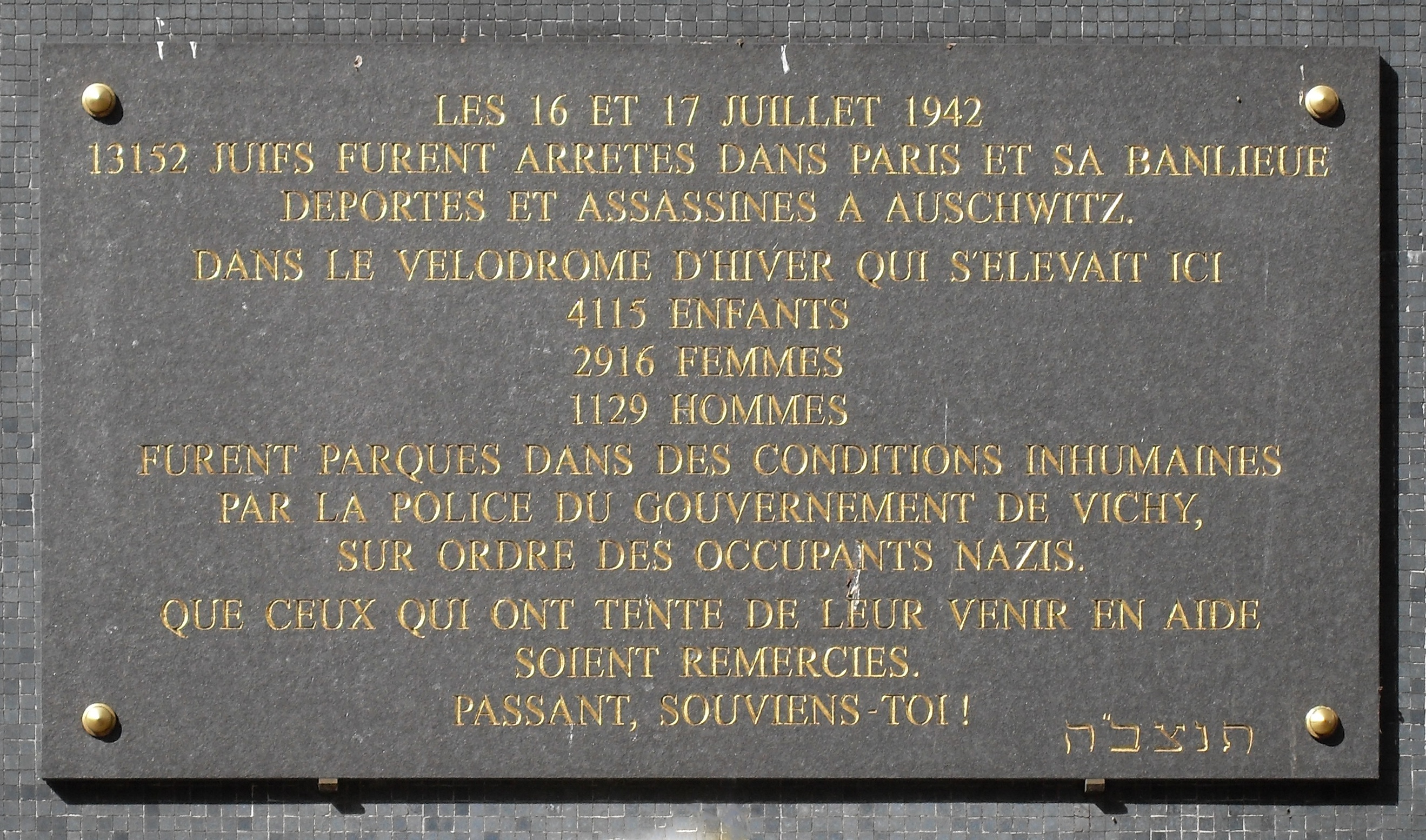
Le devoir, la notion ou l'expression de « devoir de mémoire », telle qu'apparue en France au début des années 1990.

##### Reconnaissance de la responsabilité de l'État français dans la Shoah
Apparu en France au début des années 1990 pour demander à la nation de reconnaître la responsabilité de l’État français (soit le gouvernement de Vichy) dans les persécutions et la déportation des Juifs pendant la Seconde Guerre mondiale, qui a conduit à la Shoah, le devoir de mémoire, s'est rapidement étendu à d'autres groupes d'influence et à d'autres causes comme la traite des noirs, l'esclavage, la colonisation. La loi du 13 juillet 1990, dite loi Gayssot, a fait un délit de la contestation de l'existence des crimes contre l'humanité. En 1993 le président Mitterrand a instauré une Journée nationale à la mémoire des victimes des crimes racistes et antisémites de l'État français et d'hommage aux « Justes » de France. Deux ans plus tard, le 16 juillet 1995, le président Chirac reconnaissait la responsabilité de l'État dans les persécutions anti-juives de la période 1940-1944. Jusqu'alors, le point de vue gaullien considérait que la France n'était pas responsable de ces actes, en déniant toute légitimité, légalité et représentativité au régime du maréchal Pétain, pourtant investi des pleins pouvoirs par l'Assemblée nationale, et seul reconnu jusqu'en 1944 par la communauté internationale, à l'exception des pays (notamment alliés) qui avaient reconnu la France Libre dès 1940. La responsabilité de l'État français a été également admise par les Premiers ministres Lionel Jospin et Jean-Pierre Raffarin.

##### Le devoir de mémoire dans l'éducation morale et civique
La mise en place en 2015 par l'Éducation nationale de la « Réserve citoyenne » vise à lutter, à l'école, contre le communautarisme, l'islamophobie, le nouvel antisémitisme, l'homophobie, la misogynie et les divers autres préjugés qui clivent le devoir de mémoire en France et permettent son instrumentalisation politique ou religieuse. De très nombreuses associations, fondations et structures éducatives concourent à cette lutte et à la formation des éducateurs, chercheurs et enseignants.

##### Le devoir de mémoire et sa déclinaison muséologique
En 2001, le Musée des arts africains et océaniens à Paris, devant être vidé en 2006 de la majeure partie de son contenu au profit du Musée du quai Branly, a été l'objet d'un projet scientifique de « Musée de la diversité naturelle et culturelle de France et d'Outre-Mer » qui aurait intégré la collection restante, ses dioramas, son aquarium du rez-de chaussée et une partie des collections du Musée de l'Homme, dont l'espace aurait pu, lui, accueillir un établissement d'envergure consacré à la richesse artistique des divers apports historiques et culturels sur le territoire actuel de la France, de la Préhistoire à nos jours, dans une perspective non pas communautariste, mais multiculturelle, montrant l'osmose des influences au fil des temps. Ce projet fut écarté au profit de celui d'une « Cité nationale de l'histoire de l'immigration » ouverte en 2007 et consacrée aux communautés ethniques récemment immigrées en France. En 2011, l'application de la loi Taubira et le débat sur la réaffectation de l'hôtel de la Marine de Paris suscitèrent la proposition d'en faire un « Musée de l'esclavage » (faite dans le journal Le Monde du 19 janvier 2011 par un groupe animé par Esther Benbassa). Plusieurs autres monuments sont prévus : un musée de la traite négrière est en construction à Nantes.

##### Le devoir de mémoire, instrument politique
L'instrumentalisation du devoir de mémoire dans le cadre de la politique intérieure française a donné lieu à plusieurs controverses, les historiens insistant à chaque fois pour affirmer que ce n'est ni au législateur, ni à l'élu, ni aux ministres d'écrire l'histoire :
1. en février 2005, le ministre de l'Intérieur Sarkozy a soutenu le projet de loi no 2005-158 prescrivant aux enseignants de présenter « le rôle positif de la présence française outre-mer, notamment en Afrique du Nord » ;
2. en 2006 la loi Taubira a mené à l'institution d'une journée commémorant l'esclavage et son abolition (fixée au 10 mai, date d'adoption de la loi) et
3. en juin 2008, Nicolas Sarkozy alors président de la république a souhaité renforcer et généraliser le devoir de mémoire envers les Juifs de France à tous les Français en faisant « adopter par chaque enfant du cours élémentaire un enfant juif du même âge, mort en déportation » (cette mesure n'a toutefois été appliquée que par une infime minorité d'enseignants, et pour un temps limité, en raison des difficultés pratiques (listes, correspondance d'âges) et des polémiques qu'elle a suscité[60]).

#### Japon
Au Japon, le devoir de mémoire concerne d'une part les crimes commis entre 1938 et 1945 par le Japon, et d'autre part les victimes des bombardements nucléaires de Hiroshima et Nagasaki,. Des controverses existent dans les deux cas, pour définir s'il s'agit ou non de crimes de guerre, de crimes contre l'humanité, et ainsi de suite. À ces deux devoirs s'ajoute de plus en plus, depuis la résurgence du nationalisme militariste japonais autour du temple de Yasukuni et du musée Yūshūkan attenant, un devoir de mémoire envers les militaires japonais tombés durant la Seconde Guerre mondiale, y compris ceux ayant été jugés comme criminels de guerre au procès de Tokyo.

#### Génocide des Tutsi au Rwanda
Le devoir de mémoire se rapporte, au Rwanda, au génocide de 1994, commis dans le cadre d'une guerre civile opposant le gouvernement rwandais, constitué de « Hutu » (voir Hutu Power), au Front patriotique rwandais (FPR), accusé par les autorités d'être essentiellement « Tutsi » (parlant la même langue et pratiquant les mêmes cultes, les « Hutu » et « Tutsi » ne sont pas des ethnies, mais des castes sociales). Dès novembre 1994, la résolution 955 du Conseil de sécurité de l'ONU crée le Tribunal pénal international pour le Rwanda (TPIR) pour juger les principaux responsables du génocide, mais celui-ci est l'objet de multiples controverses qui brouillent le devoir de mémoire.

#### Vietnam
Au Vietnam, le devoir de mémoire concerne d'une part les victimes vietnamiennes des Français, des Japonais et des Américains, commémorées par le gouvernement actuel, et d'autre part les victimes des crimes commis par le Vietminh devenu APV, puis par les autorités de la république socialiste du Viêt Nam après sa victoire, parmi lesquelles les « Boat-people » perdus en mer, victimes commémorées par l'opposition vietnamienne en exil,.

#### «Purification» ethnique en ex-Yougoslavie
Dans l'ex-Yougoslavie, tout est fragmenté : le pays (divisé en sept États dont l'un, la Bosnie, divisé en deux entités) ; la langue (jadis dite « serbocroate » et aujourd'hui BMCS : bosniaque-croate-monténégrin-serbe) et le devoir de mémoire, chaque état et entité commémorant « ses » victimes, qu'il s'agisse de celles de la Seconde Guerre mondiale, de l'époque titiste ou des Guerres yougoslaves de dislocation (1991-1999), et niant qu'il ait pu être agresseur envers les populations « adverses ». En revanche, le Tribunal pénal international pour l'ex-Yougoslavie prend en compte tous les crimes, quels qu'en soient les protagonistes,,,.

#### Autres pays
Divers pays ont mis en place des Commissions « Vérité et réconciliation » qui promeuvent le devoir de mémoire pour les victimes des conflits passés :
- celle des Îles Salomon vise à répondre aux traumatismes des conflits inter-ethniques de Guadalcanal (1999-2004),
- celle du Pérou traite le conflit du Sentier lumineux et du Mouvement révolutionnaire Tupac Amaru (MRTA) ;
- celle du Guatemala a été mise en place après l'accord entre les guérilleros de l'URNG et le gouvernement, pour enquêter sur le conflit armé guatémaltèque ;
- il y en a également en Côte d'Ivoire, où à la suite de la crise ivoirienne de 2010-2011, le président Alassane Ouattara l'a annoncée le jour même de l'arrestation de son rival Laurent Gbagbo,
- au Sierra Leone,
- au Timor oriental,
- au Chili (rapport Valech et rapport Rettig),
- en Argentine (CONADEP, « Commission nationale sur la disparition des personnes »)
- et au Maroc[73].

## Difficultés inhérentes au devoir de mémoire

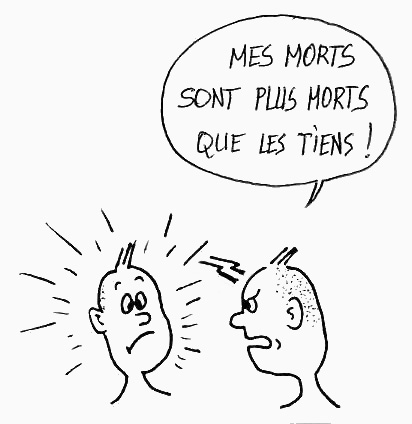
Dessin d'après une caricature moldave anonyme postée sur « Flux » illustrant la « concurrence des mémoires » (phylactère traduit en français).

Dans tous les pays victimes de ces crimes, le devoir de mémoire a été mis en place par les associations des familles des victimes, soutenues par une partie des milieux universitaires, mais se heurte à différentes difficultés :
- les unes provenant de cercles qui présentent la colonisation comme un processus positif de développement et récusent les accusations de génocide et de pillage[46] ;
- d'autres cercles nient les crimes (cas du génocide arménien en Turquie et de la Shoah dans les cercles négationnistes et en Iran), ou bien minimisent et relativisent tant les crimes que l'intention criminelle des gouvernements responsables (cas de la Shoah dans les états inféodés aux nazis comme le régime de Vichy ou la Roumanie d'Antonescu, et des crimes soviétiques contre les civils des pays libérés ou occupés par eux) ;
- la mise en concurrence des mémoires[75], due à l'instrumentalisation du débat dans le cadre de la vie politique actuelle, débouche sur une réactivation des racismes, des haines nationalistes et de l'antisémitisme ;
- l'efficacité même du devoir de mémoire est souvent remise en cause, notamment parce que l'adhésion aux idéologies totalitaires en temps de crise est imputable à un biais tribal issu de la sélection naturelle, donc de facto insensible au devoir de mémoire, et est généralement combiné avec une réduction de la dissonance cognitive qui nous maintient dans le déni de notre adhésion à l'idéologie précitée[76]. Par ailleurs, les idéologues identitaires brouillent très souvent les pistes par rapport à leur idéologie, en niant leur filiation idéologique ou en normalisant leur discours via le confusionnisme ou l'exploitation des failles des éventuelles lois contre les discours de haine. Ainsi, des personnalités telles que le journaliste Jean-Marc Proust et le blogueur Laurent Sagalovitsch se sont émues de l'adhésion de l'historien Serge Klarsfeld au Rassemblement National en soulignant le paradoxe apparent d'un ancien chasseur de nazis et de figure majeure du devoir de mémoire adhérant à un parti lui-même fondé par d'anciens SS et resté foncièrement antisémite[77],[78].
- d'autres empêchements enfin, en non des moindres, sont dus aux difficultés d'accès aux archives ou aux témoins, et aussi au manque de ressources pour effectuer des recherches indépendantes là où se sont déroulés les faits.

À l'encontre de la « concurrence mémorielle », le parlement de l'Organisation pour la sécurité et la coopération en Europe adopte le 3 juillet 2009 un texte (dit Déclaration de Vilnius (en)) condamnant tous les régimes totalitaires de l’histoire européenne et leur éventuelle glorification. Par une décision du 3 juin 2008 le même parlement décide que la journée du 23 août deviendra la Journée européenne de commémoration des victimes du stalinisme et du nazisme (International Black Ribbon Day). Cette commémoration inaugurée en 2009 correspond au 70e anniversaire du Pacte germano-soviétique, signé le 23 août 1939.

### Filmographie
- Le Tchékiste est un film d'Alexandre Rogojkine réalisé en 1992 d'après le roman éponyme de Vladimir Zazoubrine écrit en 1922 (à la gloire du régime), et évoquant les génocides commis au nom du communisme.
- Nuit et Brouillard[79].
- Et puis les touristes (Am Ende kommen Touristen) est une fiction allemande réalisée par Robert Thalheim en 2007. Ce film interroge la possibilité de l'activité touristique sur le site de Auschwitz.
- Nuit noire, 17 octobre 1961 est une fiction basée sur des faits réels qui se sont déroulés le 17 octobre 1961 à Paris et autour de cette date (période de guerre d'Algérie), où des manifestants algériens (aujourd'hui le nombre exact reste indéterminé) ont été tués par les forces de l'ordre française. Les travailleurs algériens qui vivaient à Paris manifestaient contre un « couvre-feu » réservé aux musulmans algériens de France vivant à Paris.
- Shoah, film constitué uniquement de témoignages de personnes ayant connu la Shoah (en tant que victimes, témoins, ou participants au génocide).
- La Déchirure est un film de Roland Joffé réalisé en 1984 et évoquant le début du génocide cambodgien.